# Wola Malowana
Wola Malowana – wieś w Polsce położona w województwie łódzkim, w powiecie radomszczańskim, w gminie Kodrąb.
W latach 1975–1998 miejscowość administracyjnie należała do województwa piotrkowskiego.
Na południe od wsi ma swoje źródła struga o nazwie Struga, dopływ Pilicy.
Urodził się tu Józef Bareła – polski rolnik i działacz ludowy, poseł na Sejm PRL VII kadencji.